# Aulad Iljas
Aulad Iljas – wieś w Egipcie, w muhafazie Asjut. W 2006 roku liczyła 16 283 mieszkańców.